# Región económica del Noroeste
La región económica del Noroeste (ruso: Се́веро-За́падный экономи́ческий райо́н; tr.: Severo-Zapadny ekonomicheski raion) es una de las doce regiones económicas de Rusia. Las ciudades más importantes de la región son San Petersburgo, Nóvgorod y Pskov.
Tiene una superficie de 196.500 km², con una población de 7.785.589 hab. (2002) -con una densidad 40 hab./km², de los cuales el 87% es población urbana.

## Composición
- Óblast de Leningrado
- Óblast de Nóvgorod
- Óblast de Pskov
- Ciudad federal de San Petersburgo

## Indicadores socioeconómicos
San Petersburgo, con su puerto al mar Báltico y su proximidad a Finlandia, ha hecho de esta región la ventana de Rusia al oeste. Su historia es muy diferente a la de Moscú u otras partes de la Federación Rusa. Esto se ve reflejado en las perspectivas positivas de muchos de sus residentes. Tanto la evaluación de la economía actual como su perspectiva de mejora de sus vidas es inusualmente mayor que los estándares rusos. La región también es un centro de atracción para estudiantes de toda Rusia que busquen una educación superior. 
Pese a que el ingreso nominal de los trabajadores es menor que la media nacional, esto se ve compensado porque la media de salarios pagados íntegramente es bastante superior a la nacional, lo que hace que aquellos que sienten su vida como soportable, sean bastantes más aquí de lo que señala la media rusa.